# Kraftwerk Union
Die Kraftwerk Union AG (KWU) war ein gemeinsames Tochterunternehmen von Siemens und AEG. Es betrieb den Bau von Kraftwerken, insbesondere Kernkraftwerken. Standorte waren Mülheim an der Ruhr, Erlangen, Berlin-Moabit, Karlstein am Main und im Stadtviertel Kaiserlei, Offenbach am Main. Die KWU stand später synonym für das Kraftwerksgeschäft von Siemens.

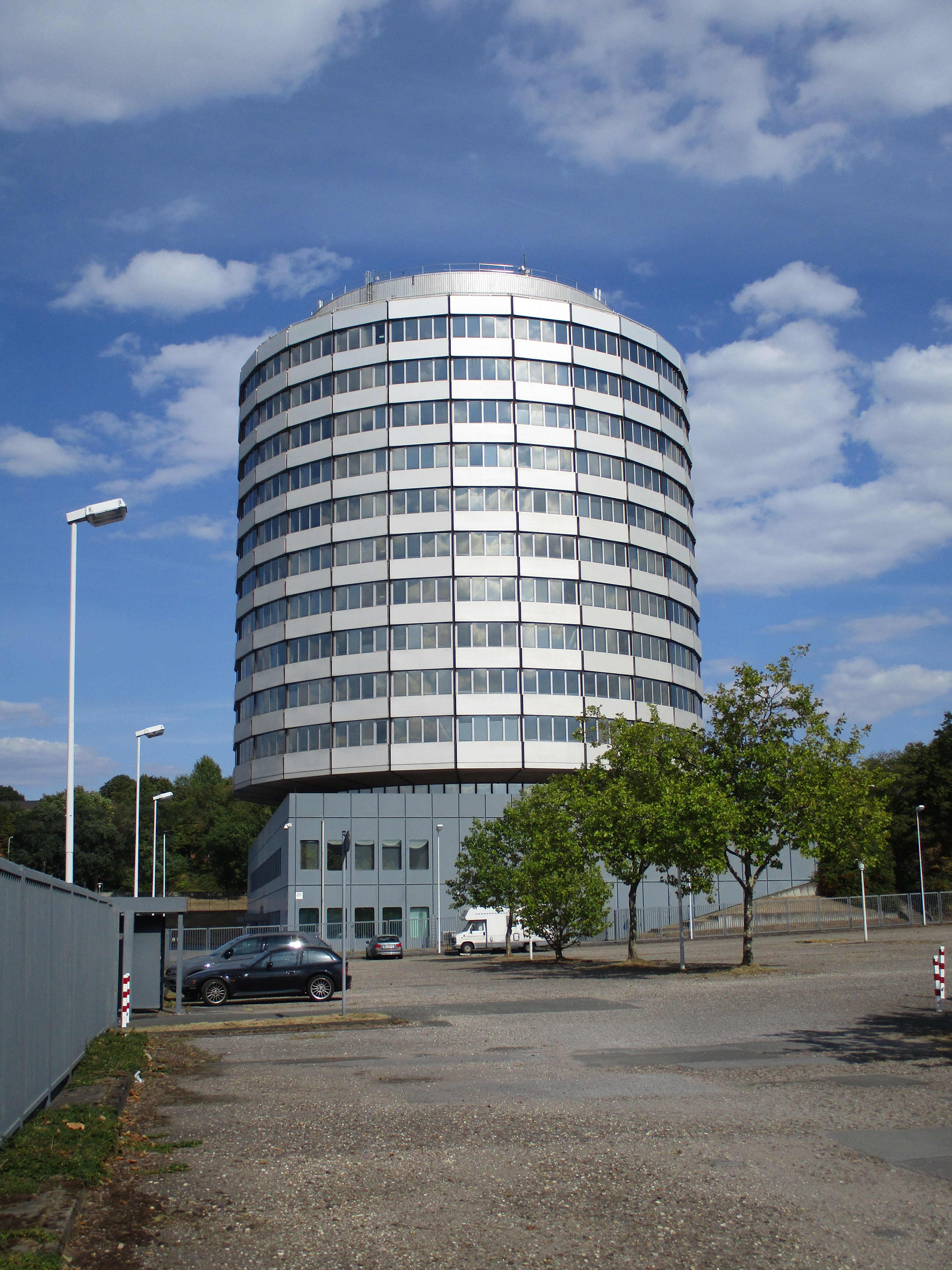
Ehemaliges Verwaltungsgebäude der KWU in Mülheim an der Ruhr

## Geschichte
- Nachdem die Kernkraftwerksbereiche von Siemens und der AEG ab 1968 kooperierten, wurde 1969 die Kraftwerk Union AG mit Sitz in Mülheim[3] aus den Kraftwerksabteilungen von AEG und Siemens gegründet. Siemens war zuvor ein Zusammenschluss aus Siemens & Halske und Siemens-Schuckert. Am letzteren Standort begann in Deutschland die Reaktorentwicklung als Teil der „Studiengruppe Reaktorentwicklung“[4]. Am Standort Mülheim wurden Dampfturbinen und Generatoren, in Berlin Gasturbinen hergestellt. Entwicklung und Planung fanden an den Standorten Erlangen und Offenbach statt. Im selben Jahr wurde außerdem die Transformatoren Union (TU) von den Konzernen gegründet. AEG hatte bis zu diesem Zeitpunkt nur Siedewasserreaktoren basierend auf der Technik des US-Konzerns General Electric gebaut, während Siemens Druckwasserreaktoren in Lizenz von Westinghouse gebaut hatte. Aber auch das nicht-nukleare Kraftwerksgeschäft von Siemens wurde in die KWU integriert. Fünf Jahre später wurde die AEG-Kernkraftsparte von der KWU übernommen. Eine weitere Sparte bildete die KWU-Umwelttechnik GmbH, die beispielsweise in Kooperation mit der MAN-Gutehoffnungshütte GmbH Schwelbrennanlagen anbot.
- Ebenfalls stieg 1969 Siemens bei der Interatom mit Anteilen ein, welche ab 1974 auf die KWU übertragen wurden.
- 1977 wurde Siemens Alleinaktionär der KWU AG.
- 1978 verkaufte AEG auch Teile an der Transformatoren Union an die KWU. Am 1. Oktober 1987 wurde die Übernahme von KWU und TU vollständig vollzogen.
- In den 1980er Jahren erlebte die KWU ihre erfolgreichste Zeit mit dem Bau der Konvoi-Reaktorlinie. Im Ausland war die KWU unter anderem beim Bau des Kernkraftwerks Gösgen in der Schweiz, ab 1974 bei dem durch irakische Luftangriffe zerstörten Kraftwerk bei Buschehr (Iran), den Schwerwasserreaktoren Atucha I und II in Argentinien, sowie dem Kernkraftwerk Angra 2 und 3 (für Block 3 wurden nur fast alle Teile geliefert, ging zu KWU-Zeiten aber nicht in Bau) in Brasilien engagiert. Das einzige kommerzielle Kernkraftwerk in Österreich, das Kernkraftwerk Zwentendorf, ging nach der Errichtung durch die KWU nie in Betrieb. In Deutschland war sie über Beteiligungen auch an der Errichtung verschiedener fortgeschrittener Reaktoren beteiligt, so beispielsweise am schnellen Brüter in Kalkar, dem Forschungsreaktor KNK II in Karlsruhe und den Forschungsreaktoren FRM und FRM II in München.
- SIEMENS SNP und PG: Der Nuklearbereich der KWU wurde im Juli 2000 unter dem Namen Siemens Nuclear Power GmbH ausgegliedert, der konventionelle Kraftwerks- und Turbinenbereich wurde in Power Generation umbenannt.
- Als 1989 nach heftigen Protesten der Bau der bayerischen Wiederaufarbeitungsanlage Wackersdorf eingestellt wurde, waren auch viele Arbeitsplätze bei der KWU betroffen.[5][6][7]
- Ab Anfang der 1990er Jahre begann die französische Framatome zusammen mit der Kernkrafttochter von Siemens mit der Entwicklung des European Pressurized Water Reactor („Europäischer Druckwasserreaktor“). Die deutsche Seite war vor allem für die sicherheitstechnischen Aspekte (Werkstoffprüfung und andere) zuständig. Auch die Leittechnik (Siemens Teleperm M) wurde in Deutschland entwickelt.
- Die politische und öffentliche Haltung zur Kernkraft in Deutschland sowie die schlechte Auftragslage – die Kernkraftsparte von Siemens war fast nur noch im Wartungs- und Brennstoffgeschäft tätig – führten zu der Entscheidung der Siemens-Konzernspitze, die Kernkraftgeschäfte erneut auszugliedern und die Mehrheitsanteile zu verkaufen[8].
- Framatome ANP – Siemens und die französische Firma Framatome bildeten 2001 ein Gemeinschaftsunternehmen: aus Siemens SNP und Framatome wurde Framatome ANP – die Siemens AG erhielt eine Beteiligung von 34 Prozent an Framatome ANP.
- Ab 2004 begann die Auflösung des Sitz in Offenbach-Kaiserlei ohne Nutzung der Gebäude bis ca. 2017[9]. Ab diesem Zeitpunkt wurde mit der Konversion der ehemaligen Gebäude begonnen (siehe Foto).
- Im März 2006 erfolgte die Umbenennung in Areva NP.
- Power Generation (PG) und Power Transmission and Distribution (PTD) blieben als Geschäftsbereiche weiterhin zu 100 Prozent im Siemens-Konzern integriert.
- Am 18. März 2011 verkaufte Siemens seine gesamten Anteile an Areva NP für 1,62 Milliarden Euro an den Mutterkonzern Areva.[10]
- 2018 wurde der größte Teil der Areva NP an die EDF verkauft[11] und firmiert seither wieder unter Framatome bzw. Framatome GmbH.

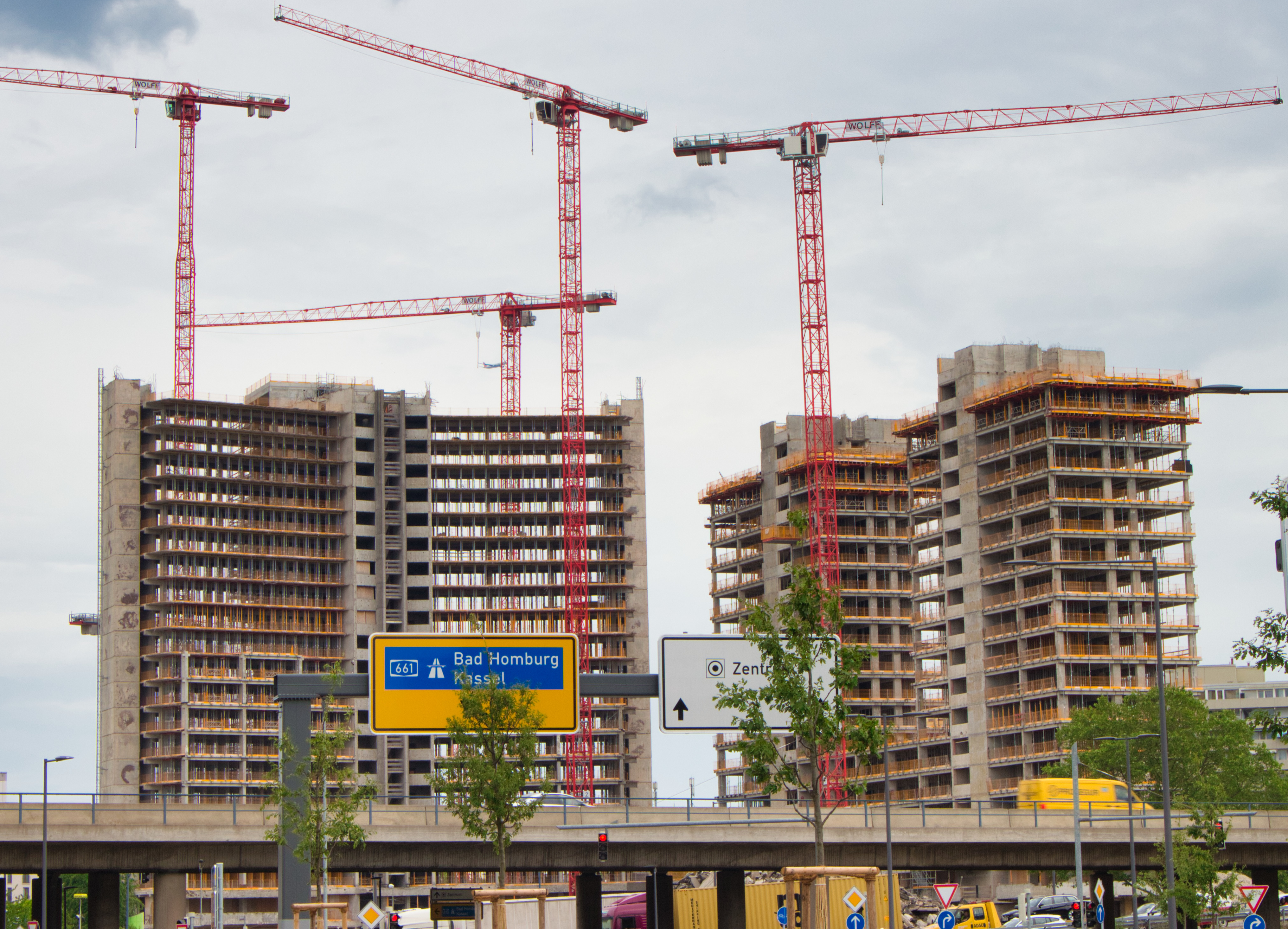
Ehemaliger KWU-Standort in Offenbach-Kaiserlei (1970 bis 2004) während der Konversion zum mischgenutzten Quartier.

## Kernkraftwerke (kommerzielle Leistungsreaktoren)
Die folgenden Kernkraftwerke bzw. Reaktorblöcke wurden von der KWU geplant, gebaut und errichtet.

### Siedewasserreaktoren (SWR)
| Reaktorblock                | Bezeich- nung | Land        | Status                                            | Betreiber                                   |
| --------------------------- | ------------- | ----------- | ------------------------------------------------- | ------------------------------------------- |
| KKW Würgassen               | KWW           | Deutschland | Zwischenlagerbetrieb, nuklearer Teil zurückgebaut | Preussenelektra                             |
| KKW Brunsbüttel             | KKB           | Deutschland | Außer Betrieb                                     | Vattenfall                                  |
| KKW Zwentendorf/Tullnerfeld | GKT           | Österreich  | nicht in Betrieb genommen                         | Gemeinschaftskernkraftwerk Tullnerfeld GmbH |
| KKW Philippsburg 1          | KKP-1         | Deutschland | Außer Betrieb                                     | EnBW                                        |
| KKW Isar 1                  | KKI-1         | Deutschland | Außer Betrieb                                     | PreussenElektra                             |
| KKW Krümmel                 | KKK           | Deutschland | Außer Betrieb                                     | Vattenfall                                  |
| KKW Gundremmingen B         | KRB-B         | Deutschland | Außer Betrieb                                     | RWE                                         |
| KKW Gundremmingen C         | KRB-C         | Deutschland | Außer Betrieb                                     | RWE                                         |

### Druckwasserreaktoren (DWR)
| Reaktorblock         | Bezeich- nung | Land        | Status                                                      | Betreiber |
| -------------------- | ------------- | ----------- | ----------------------------------------------------------- | --- |
| KKW Obrigheim        | KWO           | Deutschland | im Rückbau (bis 2020)                                       | EnBW |
| KKW Stade            | KKS           | Deutschland | im Rückbau (bis 2023)                                       | PreussenElektra                                                                                                 |
| KKW Borssele         | KCB           | Niederlande | Betriebsführung                                             | EPZ |
| KKW Biblis A         | KWB-A         | Deutschland | Außer Betrieb                                               | RWE |
| KKW Biblis B         | KWB-B         | Deutschland | Außer Betrieb                                               | RWE |
| KKW Neckarwestheim 1 | GKN-1         | Deutschland | Außer Betrieb                                               | EnBW |
| KKW Neckarwestheim 2 | GKN-2         | Deutschland | Außer Betrieb                                               | EnBW |
| KKW Unterweser       | KKU           | Deutschland | Außer Betrieb                                               | PreussenElektra                                                                                                 |
| KKW Trillo 1         | CNT1          | Spanien     | Betriebsführung                                             | ENDESA |
| KKW Trillo 2         | CNT2          | Spanien     | 1981/82 bestellt, nicht errichtet                           | ENDESA |
| KKW Regodola         | CT            | Spanien     | 1981/82 bestellt, nicht errichtet                           | |
| KKW Gösgen           | KKG           | Schweiz     | Betriebsführung                                             | Gösgen-Däniken AG                                                                                               |
| KKW Brokdorf         | KBR           | Deutschland | Außer Betrieb                                               | PreussenElektra                                                                                                 |
| KKW Grohnde          | KWG           | Deutschland | Außer Betrieb                                               | PreussenElektra                                                                                                 |
| KKW Philippsburg 2   | KKP-2         | Deutschland | Außer Betrieb                                               | EnBW |
| KKW Grafenrheinfeld  | KKG           | Deutschland | Außer Betrieb                                               | PreussenElektra                                                                                                 |
| KKW Emsland          | KKE           | Deutschland | Außer Betrieb                                               | RWE |
| KKW Isar 2           | KKI-2         | Deutschland | Außer Betrieb                                               | PreussenElektra                                                                                                 |
| KKW Angra 2          | ANG           | Brasilien   | Betriebsführung                                             | Eletrobrás |
| KKW Angra 3          | ANG           | Brasilien   | In Bau                                                      | Eletrobrás bzw. Konsortium Electronuclear                                                                       |
| KKW Buschehr 1       | BNPP          | Iran        | Betriebsführung seit ca. 2012, modifiziert zu WWER-1000/446 | Nuclear Power Production and Development Company of Iran (NPPD), ein Teil der Iranische Atomenergieorganisation |
| KKW Buschehr 2       | BNPP          | Iran        | Bau abgebrochen                                             | NPPD |

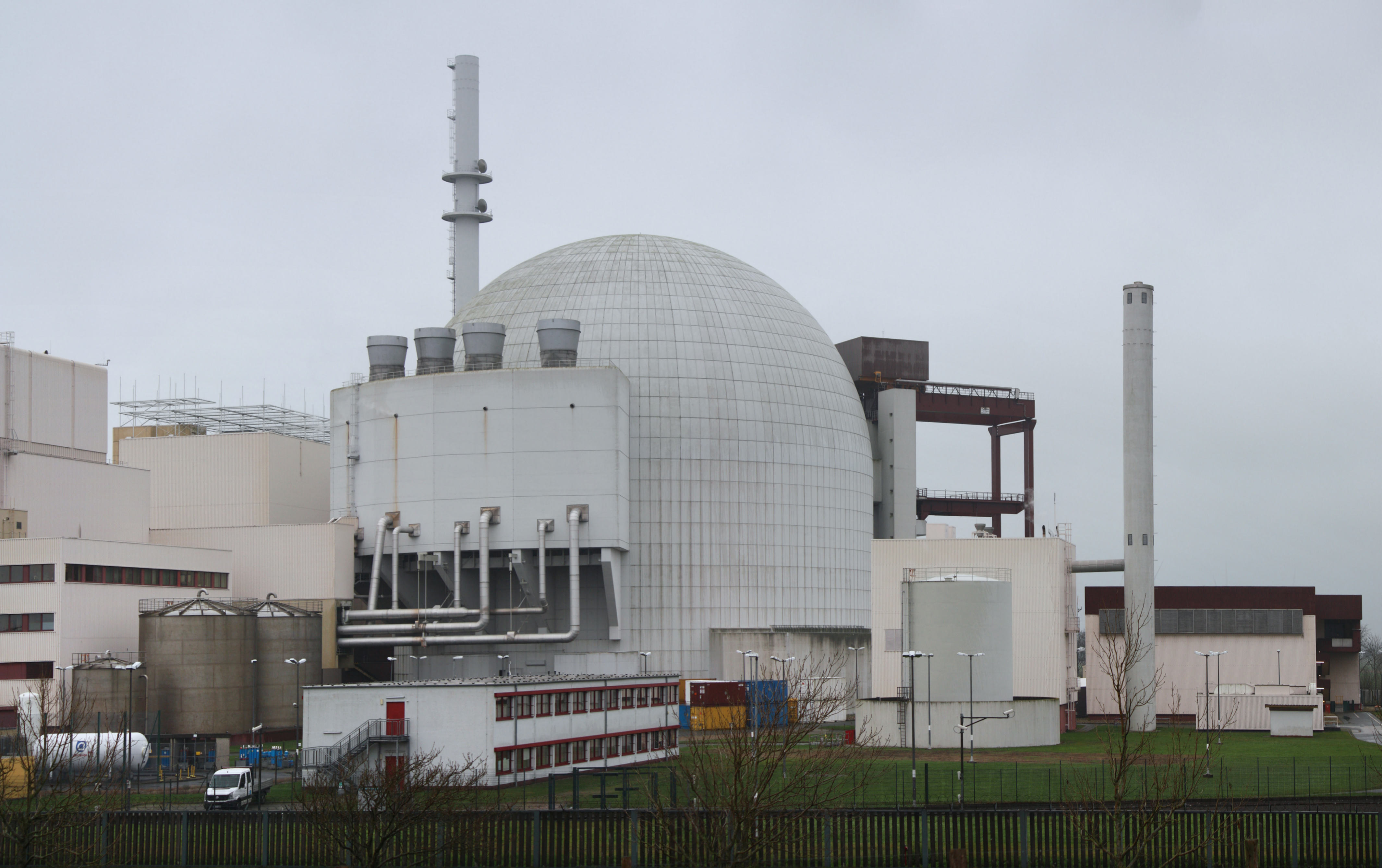
KKW Brokdorf vom Typ „Vor-Konvoi“, einer Reaktorbaulinie von KWU

Weitere ehemals für Deutschland geplante Anlagen vom Typ Konvoi waren die Kernkraftwerke Wyhl (Süd), Hamm, Borken, Pfaffenhofen und der Reaktor Biblis C.
Der Reaktor Buschehr 1 wurde durch Atomstroiexport fertiggestellt und entspricht im technischen Aufbau nun der russischen Baulinie WWER-1000/446, nicht den KWU-Druckwasserreaktoren.

### Schwerwasserreaktoren
Im Gegensatz zu den oben genannten Kraftwerken, die allesamt mit normalem „leichten“ Wasser gekühlt bzw. moderiert werden, ist bei Schwerwasserreaktoren mindestens der Moderator (in diesem Fall auch das Kühlwasser im Primärkreislauf) schweres Wasser. Dies hat den Vorteil, dass aufgrund des niedrigeren Wirkungsquerschnitts für Neutroneneinfang in Deuterium gegenüber „normalem“ Wasserstoff, Kritikalität, und damit eine sich selbst erhaltende Kettenreaktion, bereits mit nicht-angereichertem Uran erreicht werden kann. Der kanadische CANDU-Reaktor ist im Funktionsprinzip ähnlich und stand während der Phase, als KWU Schwerwasserreaktoren anbot, bei Auslandsaufträgen in Konkurrenz zu dieser Baulinie der KWU. Letztlich erwies es sich als nicht durchführbar, die „Kleinserie“ weiterzuentwickeln und zu vermarkten, sodass dieses Marktsegment den Kanadiern, welche ausschließlich CANDUs bau(t)en, überlassen wurde. Die beiden Blöcke am Standort Atucha arbeiten inzwischen mit geringfügig (0,85 % U-235 anstelle der natürlichen 0,72 %) angereicherten Uran, da dies sich im Betrieb als vorteilhaft erwiesen hat. Am Standort Embalse betreibt Argentinien auch einen CANDU, was die damalige Konkurrenz zwischen KWU und AECL (dem damaligen Eigentümer der CANDU-Technologie) in diesem Marktsegment weiter verdeutlicht.
| Reaktorblock       | Bezeich- nung | Land        | Status                   | Betreiber                         |
| ------------------ | ------------- | ----------- | ------------------------ | --------------------------------- |
| KKW Niederaichbach | KKN           | Deutschland | rückgebaut → grüne Wiese | Kernkraftwerk Niederaichbach GmbH |
| KKW Atucha 1       | CNA1          | Argentinien | Betriebsführung          | Nucleoeléctrica Argentina S.A.    |
| KKW Atucha 2       | CNA2          | Argentinien | Betriebsführung          | Nucleoeléctrica Argentina S.A.    |

## Kernbrennstoffkreislauf
In Hanau-Wolfgang waren verschiedene Firmen angesiedelt, die für den Kernbrennstoffkreislauf Produkte lieferten, z. B. Brennelemente.

## Forschungsreaktoren
Weiterhin betrieb die Kraftwerk Union in den 1960er und 1970er Jahren in Karlstein am Main zwei Forschungsreaktoren, den AEG-Prüfreaktor (PR-10) und den AEG-Nullenergiereaktor (TKA), die von der AEG übernommen wurden. Weitere Forschungsreaktoren sind die Siemens-Unterrichtsreaktoren (SUR).